# Chaetonotus heteracanthus
Chaetonotus heteracanthus is een buikharige uit de familie Chaetonotidae. De wetenschappelijke naam van de soort werd in 1927 voor het eerst geldig gepubliceerd door Remane. De soort wordt in het ondergeslacht Primochaetus geplaatst.